# Shehar Aur Sapna
Shehar Aur Sapna è un film indiano del 1963 diretto da Khwaja Ahmad Abbas.

## Premi
- National Film Awards
  - 1963: "Best Feature Film"
- Filmfare Awards
  - 1964: "Best Supporting Actor" (Nana Palsikar)